# خط نیرو

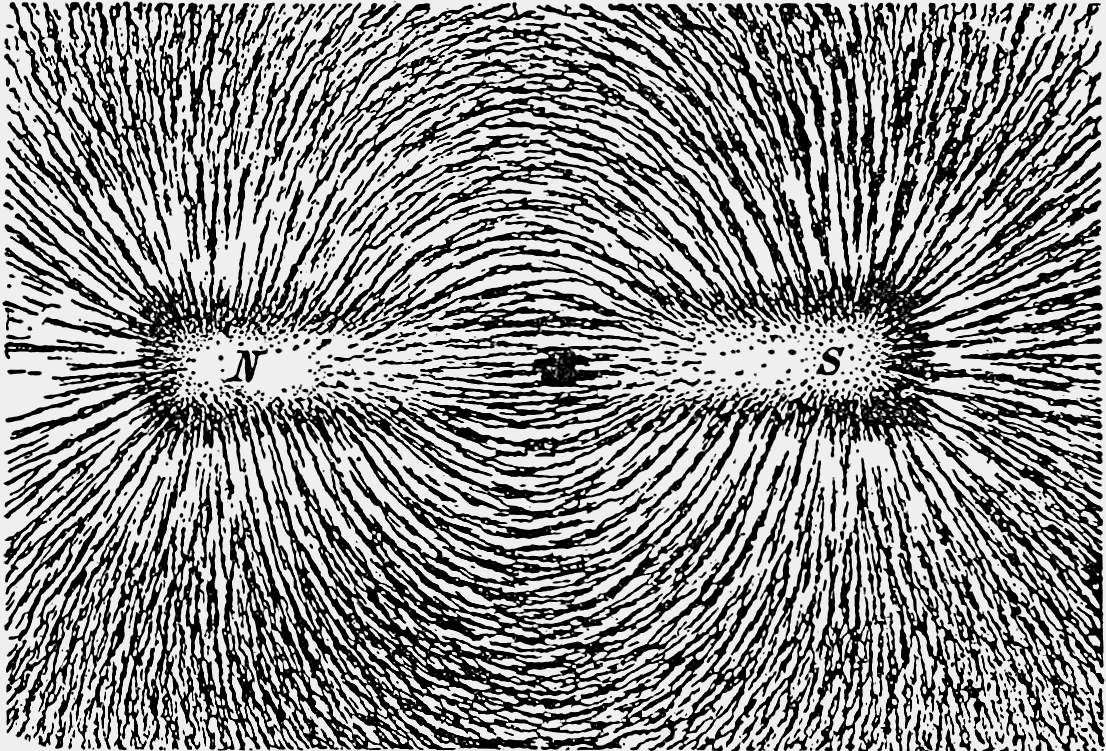
نمایی از خطوط نیروی آهنربا که با براده‌های آهنی که روی مقوا پخش شده‌اند، مشاهده می‌شود.

خط نیرو (انگلیسی: Line of force) این اسم که به وسیله مایکل فارادی انتخاب شده هم معنی با خط القایی ماکسول است. توسط فارادی میدان به وسیله مجموعه‌ای از خطوط فرضی نمایش داده می‌شود که  هرکدام را خط نیرو نامید. در این مدل این خطوط در هر نقطه از میدان مسیر آن را نمایش داده می‌شود. فارادی گفت خطوط میدان ناشی از بارهای ساکن چند ویژگی کلیدی دارند: اولاً، آن‌ها از بارهای مثبت خارج می‌شوند و به بارهای منفی ختم می‌شوند. ثانیاً، باید با زاویه‌ای قایم وارد اجسام رسانا شوند، ثالثاً، هرگز یکدیگر را قطع نمی‌کنند.